# Atletica leggera maschile ai VI Giochi parapanamericani
Ai VI Giochi parapanamericani di Lima 2019 sono stati assegnati 70 titoli nell'atletica leggera paralimpica maschile.

## Risultati delle gare

### Corse
| Specialità | Cat. | Oro                                                                      | Risultato    | Argento                                                    | Risultato    | Bronzo                                                        | Risultato              |
| --- | ---- | ------------------------------------------------------------------------ | ------------ | ---------------------------------------------------------- | ------------ | ------------------------------------------------------------- | ---------------------- |
| 100 m | T11  | Lucas Prado guida: Anderson Machado                                      | 11"25 (.244) | Felipe De Souza guida: Jonas Alexandre De Lima             | 11"25 (.247) | David Brown guida: Jerome Avery IV                            | 11"39                  |
| 100 m | T12  | Fabricio Junior Barros                                                   | 10"97        | Noah Malone                                                | 11"12 (.112) | Leinier Savón Pineda                                          | 11"12 (.114)           |
| 100 m | T13  | Agnaldo Da Silva                                                         | 11"37        | Chadwick Campbell                                          | 11"66        | Elvin David Castellanos                                       | 12"69                  |
| 100 m | T35  | Fabio Da Silva                                                           | 12"72        | Hernan Alberto Barreto                                     | 12"84 =      | Marshall Zackery                                              | 13"06                  |
| 100 m | T36  | Alexis Sebastian Chavez                                                  | 12"24        | Rodrigo Parreira                                           | 12"65 =      | Juan Moreno Marquez                                           | 12"76                  |
| 100 m | T37  | Mateus Evangelista                                                       | 11"68        | Brian Impellizzeri                                         | 12"05        | Jonatan Da Silva                                              | 12"28                  |
| 100 m | T38  | Edson Cavalcante                                                         | 11"45        | Dixon de Jesús Hooker                                      | 11"63        | Jose Rodolfo Chessani                                         | 11"77                  |
| 100 m | T47  | Petrucio Ferreira                                                        | 10"59        | Yohansson do Nascimento                                    | 11"03        | Raciel González Isidoria                                      | 11"19                  |
| 100 m | T52  | Gianfranco Iannotta                                                      | 17"82        | Isaiah Rigo                                                | 17"89        | Cristian Eduardo Torres                                       | 18"26                  |
| 100 m | T53  | Ariosvaldo Fernandes                                                     | 15"44        | Alexis Gayosso                                             | 15"46        | Fidel Arnoldo Aguilar                                         | 16"25                  |
| 100 m | T54  | Juan Pablo Cervantes                                                     | 14"17        | Erik Hightower                                             | 14"90        | Gabriel Emmanuel Sosa                                         | 15"13                  |
| 100 m | T64  | Kevan Hueftle                                                            | 11"45        | Jerome Singleton Jr.                                       | 11"62        | Nicholas Rogers                                               | 11"63                  |
| 200 m | T35  | Hernan Alberto Barreto                                                   | 26"45        | Marshall Zackery                                           | 26"64        | Fabio Da Silva                                                | 26"67                  |
| 200 m | T37  | Vítor Antônio De Jesus                                                   | 23"53        | Mateus Evangelista                                         | 24"24        | Brian Impellizzeri                                            | 24"78                  |
| 200 m | T64  | David Prince                                                             | 22"73        | Kevan Hueftle                                              | 23"21        | Jerome Singleton Jr.                                          | 24"04                  |
| 400 m | T11  | Daniel Mendes Da Silva guida: Wendel De Souza Silva                      | 51"35        | Felipe De Souza guida: Jonas Alexandre De Lima             | 51"65        | Enderson Santos Vallesteros guida: Eubrig Jose Maza Caraballo | 52"15                  |
| 400 m | T12  | Buinder Brainer Bermudez                                                 | 50"66        | Jesus Manuel Martinez Valles                               | 51"11        | Fabricio Junior Barros guida: Jackson Cesar Da Silva          | 51"34                  |
| 400 m | T13  | Jorge Benjamin Gonzalez                                                  | 50"94        | Markeith Price                                             | 51"34        | David Wilker De Souza                                         | 51"54                  |
| 400 m | T20  | Daniel Tavares Martins                                                   | 47"58        | Anderson Colorado                                          | 47"96        | Luis Rodriguez Bolivar                                        | 49"01                  |
| 400 m | T36  | Alexis Sebastian Chavez                                                  | 58"16        | Alan Manuel Zavala                                         | 59"43        | Yonathan Raul Martinez                                        | 1'03"38                |
| 400 m | T37  | Vítor Antônio De Jesus                                                   | 52"78        | Omar Josandre Monterola Verdu                              | 55"12        | Liam Robert Stanley                                           | 55"22                  |
| 400 m | T38  | Dixon de Jesús Hooker                                                    | 52"85        | Zachary Alexandre Gingras                                  | 53"16        | Weiner Diaz Mosquera                                          | 55"53                  |
| 400 m | T47  | Petrucio Ferreira                                                        | 49"25        | Samuel Colmenares                                          | 50"32        | Renny Jose Pacheco Segueri                                    | 51"13                  |
| 400 m | T52  | Isaiah Rigo                                                              | 1'04"00      | Cristian Eduardo Torres Ortiz                              | 1'05"40      | Gianfranco Iannotta                                           | 1'06"19                |
| 400 m | T53  | Ariosvaldo Fernandes                                                     | 54"60        | Phillip Croft                                              | 55"52        | José Miguel Pulido                                            | 55"86                  |
| 400 m | T54  | Juan Pablo Cervantes                                                     | 49"35        | Erik Hightower                                             | 51"14        | Alejandro Maldonado                                           | 51"24 (.234)           |
| 800 m | T53  | Fidel Arnoldo Aguilar                                                    | 1'53"39      | Phillip Croft                                              | 1'53"64      | José Miguel Pulido                                            | 1'54"09                |
| 800 m | T54  | Javier Rojas Diaz                                                        | 1'43"88      | Pedro Gandarilla                                           | 1'44"05      | Alejandro Maldonado                                           | 1'44"12                |
| 1500 m | T11  | Rosbi Guillen                                                            | 4'23"88      | Jimmy Fabricio Caicedo guida: Erik Abraham Sanchez         | 4'26"33      | Alejandro Pacheco guida: Fidel Reyes                          | 4'26"64                |
| 1500 m | T13  | Francisco Ortega Jacques (T12)                                           | 4'03"05      | Joel Gomez                                                 | 4'03"22      | Sixto Roman Moreta                                            | 4'05"24                |
| 1500 m | T20  | Jorge Ruben Madril                                                       | 4'06"60      | Carmelo Rivera Fuentes                                     | 4'09"75      | Juan Gabrie Pugo                                              | 4'10"53                |
| 1500 m | T38  | Nathanial Gray Wolf Riech                                                | 4'03"72      | Liam Robert Stanley (T37)                                  | 4'12"13      | Jhonier Sneider Gomez Pinto (T37)                             | 4'25"48                |
| 1500 m | T46  | Mauricio Esteban Orrego                                                  | 4'12"35      | Yagonny Reis De Sousa                                      | 4'12"85      | Efrain Sotacuro                                               | 4'17"00                |
| 1500 m | T54  | Pedro Gandarilla                                                         | 3'23"26      | Alejandro Maldonado                                        | 3'23"38      | Javier Rojas Diaz                                             | 3'23"44                |
| 5000 m | T11  | Darwin Castro Reyes guide: Sebastian Paul Rosero, Diego Patricio Arevalo | 15'52"93     | Luis Sandoval Lopez guide: Juvenal Huisa, Jhon Cusi Huaman | 15'54"81     | Medaglia non assegnata                                        | Medaglia non assegnata |
| 5000 m | T13  | Guillaume Ouellet                                                        | 15'08"68     | Sixto Roman Moreta (T12) guida: Richard Jerez Pilco        | 15'33"23     | Francisco Ortega Jacques (T12) guida: Rafael Soares Santeramo | 15'41"64               |
| 5000 m | T54  | Alejandro Maldonado                                                      | 11'44"86     | Javier Rojas Diaz                                          | 11'47"88     | José Miguel Pulido (T53)                                      | 12'34"73               |
| record mondiale; record mondiale stagionale; record nord-centroamericano e caraibico; record sudamericano; record dei Giochi panamericani; record nazionale; record personale; record personale stagionale. |      |                                                                          |              |                                                            |              |                                                               |                        |

### Concorsi
| Specialità | Cat.          | Oro                           | Risultato | Argento                                   | Risultato | Bronzo                            | Risultato              |
| --- | ------------- | ----------------------------- | --------- | ----------------------------------------- | --------- | --------------------------------- | ---------------------- |
| Salto in alto | T42-47/T63-64 | Samuel Grewe (T63)            | 1,90 m    | Ezra Frech (T63)                          | 1,74 m    | Lo Andris Yoel Gonzalez (T46)     | 1,84 m                 |
| Salto in lungo | T11-12        | Leinier Savón Pineda (T12)    | 6,86 m    | Elexis Gillette (T11)                     | 6,12 m    | Angel Jiménez Cabeza (T12)        | 6,67 m                 |
| Salto in lungo | T13           | Luis Felipe Gutierrez Rivero  | 7,31 m    | Jorge Benjamin Gonzalez                   | 6,50 m    | Markeit Price                     | 6,29 m                 |
| Salto in lungo | T20           | Roberto Carlos Chala          | 6,73 m    | Damian Josue Carcelen                     | 6,58 m    | Ronny Santos Iza                  | 6,49 m                 |
| Salto in lungo | T36           | Rodrigo Parreira              | 5,37 m    | Jesus Daniel Bojorquez                    | 4,55 m    | Gabriel Niño                      | 4,36 m                 |
| Salto in lungo | T37-38        | Brian Impellizzeri (T37)      | 6,21 m    | Mateus Evangelista (T37)                  | 6,02 m    | Juan Sebastian Gomez Coa (T38)    | 5,97 m                 |
| Salto in lungo | T47           | Claudius Fawehinmi (T46)      | 7,03 m    | Tanner Wright (T46)                       | 6,45 m    | Raciel González Isidoria          | 5,77 m                 |
| Salto in lungo | T63-64        | Trenten Merrill (T64)         | 6,94 m    | Ezra Frech (T63)                          | 5,43 m    | Lazaro Yarlo Rodriguez Lazo (T64) | 5,54 m                 |
| Getto del peso | F11           | Alessandro Rodrigo Da Silva   | 13,17 m   | Antonio Alexis Ortiz                      | 10,79 m   | Edwin Rodriguez                   | 10,73 m                |
| Getto del peso | F12           | Caio Vinicius Da Silva        | 15,31 m   | Jonathan David Marin                      | 11,76 m   | Nathanael Sanchez                 | 10,13 m                |
| Getto del peso | F20           | Jordi Patricio Congo Villalba | 15,96 m   | Stalin David Mosquera                     | 15,35 m   | Frank Peter Yepez                 | 13,58 m                |
| Getto del peso | F32-34        | Mauricio Valencia (F34)       | 10,42 m   | Diego Fernando Meneses (F34)              | 10,14 m   | Gertrudis Ortega (F33)            | 8,03 m                 |
| Getto del peso | F35-37        | Hernan Emanuel Urra (F35)     | 15,09 m   | Joao Victor Teixeira De Souza Silva (F37) | 13,84 m   | José Román Ruiz (F36)             | 13,01 m                |
| Getto del peso | F40-41        | Hagan Landry (F41)            | 12,58 m   | Andrés Pinillos Pinto (F40)               | 8,02 m    | Jair Henrique Souza (F40)         | 7,92 m                 |
| Getto del peso | F46           | Joshua Cinnamo                | 16,49 m   | Greg Stewart                              | 14,96 m   | Abrahan Jesus Ortega              | 14,67 m                |
| Getto del peso | F53-54        | Johnatan Abel Salinas (F54)   | 10,92 m   | Scot Severn (F53)                         | 7,92 m    | Andre Luis Da Rocha (F54)         | 8,53 m                 |
| Getto del peso | F55           | Wallace De Oliveira           | 11,08 m   | Francisco Leonardo Cedeño Almengor        | 9,98 m    | Sandro Varelo                     | 8,82 m                 |
| Getto del peso | F57           | Thiago Paulino                | 15,26 m   | Claudiney Batista (F56)                   | 11,55 m   | Pablo Damian Gimenez              | 12,38 m                |
| Getto del peso | F63           | Mauro Evaristo De Sousa       | 13,00 m   | Carlos Felipa                             | 10,71 m   | Humberto Enrique Armella          | 10,21 m                |
| Lancio del disco | F11           | Alessandro Rodrigo Da Silva   | 45,34 m   | Antonio Alexis Ortiz                      | 30,97 m   | Edwin Rodriguez                   | 30,24 m                |
| Lancio del disco | F37           | Edwards Varela                | 52,63 m   | Joao Victor Teixeira De Souza Silva       | 48,97 m   | Rodrigo Jacob De La Torre         | 47,34 m                |
| Lancio del disco | F52           | Erik Alejandro De Santos      | 17,01 m   | Mario Santana Ramos (F51)                 | 8,67 m    | Medaglia non assegnata            | Medaglia non assegnata |
| Lancio del disco | F56           | Claudiney Batista             | 43,55 m   | Ricardo Robles                            | 37,14 m   | Jose Angel Archer                 | 35,04 m                |
| Lancio del disco | F64           | Wimana Akeem Stewart (F43)    | 63,70 m   | Jeremy Campbell                           | 62,92 m   | Gerdan Fonseca Bernal             | 44,34 m                |
| Lancio del giavellotto | F13           | Ulicer Aguilera Cruz          | 59,12 m   | Nathanael Sanchez (F12)                   | 41,02 m   | Rodrigo Larrahondo (F12)          | 39,53 m                |
| Lancio del giavellotto | F34           | Mauricio Valencia             | 34,13 m   | Diego Fernando Meneses Medina             | 33,27 m   | Nicolás Jesús Dyrichitty          | 15,11 m                |
| Lancio del giavellotto | F37-38        | Luis Fernando Lucumi (F38)    | 53,82 m   | Bryan Leonel Enriquez (F37)               | 45,99 m   | Cody Jones (F38)                  | 44,92 m                |
| Lancio del giavellotto | F41           | Jair Henrique Souza           | 29,53 m   | Jesús Esteban Morales                     | 25,57 m   | Andrés Pinillos Pinto             | 22,23 m                |
| Lancio del giavellotto | F46           | Guillermo Varona              | 59,95 m   | Eliezer Gabriel                           | 57,09 m   | Matias Leonel Puebla              | 48,38 m                |
| Lancio del giavellotto | F54           | Justin Phongsavanh            | 30,56 m   | Edgar Ulises Fuentes                      | 27,63 m   | Fernando De La Calleja            | 22,62 m                |
| Lancio del giavellotto | F55           | Sandro Varelo                 | 31,30 m   | Wallace De Oliveira                       | 27,42 m   | Joe Yorley Gonzalez               | 25,80 m                |
| Lancio del giavellotto | F57           | Cicero Valdiran Lins          | 44,65 m   | Edgar Ismael Barajas                      | 42,89 m   | Zaith Gabriel Flores              | 39,75 m                |
| Lancio del giavellotto | F64           | Gerdan Fonseca Bernal         | 55,88 m   | Wimana Akeem Stewart (F43)                | 55,42 m   | Francisco Jefferson De Lima (F44) | 54,99 m                |
| record mondiale; record mondiale stagionale; record nord-centroamericano e caraibico; record sudamericano; record dei Giochi panamericani; record nazionale; record personale; record personale stagionale. |               |                               |           |                                           |           |                                   |                        |